# Al-Zurzuriyah
Al-Zurzuriyah (tiếng Ả Rập: الزرزورية) là một ngôi làng ở phía bắc Syria nằm ở phía tây Homs thuộc tỉnh Homs. Theo Cục Thống kê Trung ương Syria, al-Zurzuriyah có dân số 1.117 trong cuộc điều tra dân số năm 2004. Cư dân của nó chủ yếu là người Hồi giáo Shia.